# محوطه کچی بلاغی
محوطه کچی بلاغی مربوط به عصر آهن ۳ است و در شهرستان مشگین‌شهر، بخش ارشق، دهستان ارشق مرکزی، روستای کچی بلاغی علیا واقع شده و این اثر در تاریخ ۲۶ اسفند ۱۳۸۷ با شمارهٔ ثبت ۲۵۸۴۶ به‌عنوان یکی از آثار ملی ایران به ثبت رسیده است.